# 德斯特鲁-迪恩特雷里约斯
德斯特鲁-迪恩特雷里约斯是巴西米纳斯吉拉斯州的一个市镇。总面积370.122平方公里，总人口6914人，人口密度18.7人/平方公里。